# Atletik under sommer-OL 2020 - 100 meter løb (herrer)
100 meter løb for herrer under Sommer-OL 2020 finder sted den 31. juli – 1. august 2021 på Olympic Stadium.

## Medaljefordeling
| Medaljetagere            | Medaljetagere     | Medaljetagere            | Medaljetagere |
| ------------------------ | ----------------- | ------------------------ | ------------- |
| Guld                     | Sølv              | Bronze                   |               |
| Marcell Jacobs · Italien | Fred Kerley · USA | Andre De Grasse · Canada |               |

## Turneringsformat
Der er kvalificeret 56 løbere til konkurrencen, der bliver afviklet med kvalifikation først, hvorefter der løbes heats, semifinaler og finalen. Deltagerne i kvalifikationen er alle de deltagere, der ikke er kvalificeret på tiden 10:05 sekunder. Det vil sige efterudtagelser og kvalificerede fra verdensranglisten. Efter de indledende heats går de to bedste fra hvert heat og de otte bedste tider videre til semifinalerne. Her kvalificerer de to bedste sig sammen med de to bedste tider til finalen.

## Tidsplan
Nedenstående tabel viser tidsplanen for afvikling af konkurrencen:

Japan Standard Time (JST), UTC +9
| Dato      | Tid   | Runde         |
| --------- | ----- | ------------- |
| 31. juli  | 11:35 | Kvalifikation |
| 31. juli  | 19:45 | Heats         |
| 1. august | 19:15 | Semifinaler   |
| 1. august | 21:50 | Finale        |

## Resultater

### Indledende runde
Kvalifikationsregler: Første 3 i hvert heat (Q) og de næste 1 hurtigste (q) går videre til runde 1.

#### Heat 1
| Placering | Bane | Atlet                 | Nation           | Tid   | Noter |
| --------- | ---- | --------------------- | ---------------- | ----- | ----- |
| 1         | 7    | Ngoni Makusha         | Zimbabwe         | 10.32 | Q     |
| 2         | 8    | Fabrice Dabla         | Togo             | 10.57 | Q     |
| 3         | 6    | Yeykell Eliuth Romero | Nicaragua        | 10.62 | Q     |
| 4         | 1    | Hassan Saaid          | Maldiverne       | 10.70 | SB    |
| 5         | 3    | Shaun Gill            | Belize           | 10.88 |       |
| 6         | 9    | Pen Sokong            | Cambodja         | 11.02 | SB    |
| 7         | 4    | Sha Mahmood Noor Zahi | Afghanistan      | 11.04 | PB    |
| 8         | 5    | Lataisi Mwea          | Kiribati         | 11.25 |       |
| 9         | 2    | Nathan Crumpton       | Amerikansk Samoa | 11.27 | PB    |

#### Heat 2
| Placering | Bane | Atlet              | Nation                     | Tid            | Noter   |
| --------- | ---- | ------------------ | -------------------------- | -------------- | ------- |
| 1         | 2    | Barakat Al-Harthi  | Oman                       | 10.27          | Q, SB   |
| 2         | 9    | Emanuel Archibald  | Guyana                     | 10.30          | Q       |
| 3         | 1    | Mohamed Alhammadi  | Forenede Arabiske Emirater | 10.59 (10.581) | Q, PB   |
| 3         | 5    | Banuve Tabakaucoro | Fiji                       | 10.59 (10.581) | Q, PB   |
| 5         | 7    | Bruno Rojas        | Bolivia                    | 10.64          |         |
| 6         | 4    | Didier Kiki        | Benin                      | 10.69          | PB      |
| 7         | 3    | Badamassi Saguirou | Niger                      | 10.87          | PB      |
| 8         | 8    | Ronald Fotofili    | Tonga                      | 11.19          | SB      |
| —         | 6    | Aveni Miguel       | Angola                     | DQ             | TR 16.8 |

#### Heat 3
| Placering | Bane | Atlet             | Nation                      | Tid            | Noter |
| --------- | ---- | ----------------- | --------------------------- | -------------- | ----- |
| 1         | 6    | Dorian Keletela   | Olympiske flygtningehold    | 10.33          | Q, PB |
| 2         | 1    | Guy Maganga Gorra | Gabon                       | 10.61          | Q     |
| 3         | 2    | Oliver Mwimba     | Demokratiske Republik Congo | 10.63          | Q     |
| 4         | 3    | Ildar Akhmadiev   | Tadsjikistan                | 10.66          | PB    |
| 5         | 5    | Jonah Harris      | Nauru                       | 11.01          | SB    |
| 6         | 8    | Scott Fiti        | Mikronesien                 | 11.25          | SB    |
| 7         | 4    | Seco Camara       | Guinea-Bissau               | 11.33          | PB    |
| 8         | 9    | Adrian Ililau     | Palau                       | 11.42 (11.414) | PB    |
| 9         | 7    | Karalo Maibuca    | Tuvalu                      | 11.42 (11.418) | NR    |

### Runde 1

#### Heat 1
| Placering | Bane | Atlet               | Nation          | Tid           | Noter |
| --------- | ---- | ------------------- | --------------- | ------------- | ----- |
| 1         | 8    | Ronnie Baker        | USA             | 10.03         | Q     |
| 2         | 3    | Jimmy Vicaut        | Frankrig        | 10.07         | Q, SB |
| 3         | 2    | Usheoritse Itsekiri | Nigeria         | 10.15         | Q     |
| 4         | 1    | Wu Zhiqiang         | Kina            | 10.18         |       |
| 5         | 9    | Yang Chun-han       | Kinesisk Taipei | 10.21         | SB    |
| 6         | 7    | Shuhei Tada         | Japan           | 10.22         |       |
| 7         | 5    | Emre Zafer Barnes   | Tyrkiet         | 10.47         |       |
| 8         | 6    | Guy Maganga Gorra   | Gabon           | 10.77         |       |
| —         | 4    | Tyquendo Tracey     | Jamaica         | Startede ikke | —     |

#### Heat 2
| Placering | Bane | Atlet             | Nation                   | Tid   | Noter |
| --------- | ---- | ----------------- | ------------------------ | ----- | ----- |
| 1         | 6    | Enoch Adegoke     | Nigeria                  | 9.98  | Q, PB |
| 2         | 3    | Femi Ogunode      | Qatar                    | 10.02 | Q     |
| 3         | 8    | Zharnel Hughes    | Storbritannien           | 10.04 | Q, SB |
| 4         | 7    | Trayvon Bromell   | USA                      | 10.05 | q     |
| 5         | 9    | Felipe Bardi      | Brasilien                | 10.26 |       |
| 6         | 4    | Silvan Wicki      | Schweiz                  | 10.28 |       |
| 7         | 5    | Samson Colebrooke | Bahamas                  | 10.33 |       |
| 8         | 1    | Dorian Keletela   | Olympiske flygtningehold | 10.41 |       |
| 9         | 2    | Emanuel Archibald | Guyana                   | 10.41 |       |

#### Heat 3
| Placering | Bane | Atlet             | Nation                      | Tid   | Noter |
| --------- | ---- | ----------------- | --------------------------- | ----- | ----- |
| 1         | 4    | Marcell Jacobs    | Italien                     | 9.94  | Q, NR |
| 2         | 9    | Oblique Seville   | Jamaica                     | 10.04 | Q, PB |
| 3         | 1    | Shaun Maswanganyi | Sydafrika                   | 10.12 | Q     |
| 4         | 7    | Ryota Yamagata    | Japan                       | 10.15 |       |
| 5         | 2    | Xie Zhenye        | Kina                        | 10.16 |       |
| 6         | 5    | Yupun Abeykoon    | Sri Lanka                   | 10.32 |       |
| 7         | 8    | Carlos Nascimento | Portugal                    | 10.37 |       |
| 8         | 6    | Gavin Smellie     | Canada                      | 10.44 |       |
| 9         | 3    | Oliver Mwimba     | Demokratiske Republik Congo | 10.97 |       |

#### Heat 4
| Placering | Bane | Atlet               | Nation               | Tid           | Noter |
| --------- | ---- | ------------------- | -------------------- | ------------- | ----- |
| 1         | 2    | Gift Leotlela       | Sydafrika            | 10.04         | Q     |
| 2         | 4    | Su Bingtian         | Kina                 | 10.05         | Q     |
| 3         | 8    | Jason Rogers        | Saint Kitts og Nevis | 10.21         | Q     |
| 4         | 7    | Yuki Koike          | Japan                | 10.22         |       |
| 5         | 5    | Lalu Muhammad Zohri | Indonesien           | 10.26         | SB    |
| 6         | 3    | Ebrima Camara       | Gambia               | 10.33         |       |
| 7         | 6    | Kemar Hyman         | Caymanøerne          | 10.41         |       |
| 8         | 9    | Banuve Tabakaucoro  | Fiji                 | 10.70         |       |
| —         | 1    | Mark Odhiambo       | Kenya                | Startede ikke | —     |

#### Heat 5
| Placering | Bane | Atlet             | Nation                     | Tid   | Noter   |
| --------- | ---- | ----------------- | -------------------------- | ----- | ------- |
| 1         | 9    | Andre De Grasse   | Canada                     | 9.91  | Q, SB   |
| 2         | 3    | Fred Kerley       | USA                        | 9.97  | Q       |
| 3         | 6    | Ferdinand Omurwa  | Kenya                      | 10.01 | Q, NR   |
| 4         | 1    | Filippo Tortu     | Italien                    | 10.10 | q, SB   |
| 5         | 8    | Reece Prescod     | Storbritannien             | 10.12 | q, SB   |
| 6         | 5    | Jak Ali Harvey    | Tyrkiet                    | 10.25 |         |
| 7         | 4    | Barakat Al-Harthi | Oman                       | 10.31 |         |
| 8         | 7    | Mohamed Alhammadi | Forenede Arabiske Emirater | 10.64 |         |
| —         | 2    | Divine Oduduru    | Nigeria                    | DQ    | TR 16.8 |

#### Heat 6
| Placering | Bane | Atlet                   | Nation             | Tid   | Noter   |
| --------- | ---- | ----------------------- | ------------------ | ----- | ------- |
| 1         | 4    | Akani Simbine           | Sydafrika          | 10.08 | Q       |
| 2         | 3    | Arthur Cissé            | Elfenbenskysten    | 10.15 | Q       |
| 3         | 6    | Paulo André de Oliveira | Brasilien          | 10.17 | Q       |
| 4         | 1    | Hassan Taftian          | Iran               | 10.19 |         |
| 5         | 9    | Emmanuel Matadi         | Liberia            | 10.25 |         |
| 6         | 5    | Cejhae Greene           | Antigua og Barbuda | 10.25 |         |
| 7         | 8    | Ngoni Makusha           | Zimbabwe           | 10.43 |         |
| 8         | 7    | Bismark Boateng         | Canada             | 10.47 |         |
| —         | 2    | Fabrice Dabla           | Togo               | DQ    | TR 16.8 |

#### Heat 7
| Placering | Bane | Atlet                  | Nation         | Tid   | Noter |
| --------- | ---- | ---------------------- | -------------- | ----- | ----- |
| 1         | 1    | Rohan Browning         | Australien     | 10.01 | Q, PB |
| 2         | 5    | Yohan Blake            | Jamaica        | 10.06 | Q     |
| 3         | 3    | Chijindu Ujah          | Storbritannien | 10.08 | Q     |
| 4         | 6    | Benjamin Azamati-Kwaku | Ghana          | 10.13 |       |
| 5         | 2    | Kojo Musah             | Danmark        | 10.20 |       |
| 6         | 7    | Rodrigo do Nascimento  | Brasilien      | 10.24 |       |
| 7         | 4    | Ján Volko              | Slovakiet      | 10.40 |       |
| 8         | 9    | Yeykell Romero         | Nicaragua      | 10.70 |       |
| 9         | 8    | Mario Burke            | Barbados       | 15.81 |       |

### Semifinaler

#### Semifinale 1
| Placering | Bane | Atlet               | Nation         | Tid   | Noter   |
| --------- | ---- | ------------------- | -------------- | ----- | ------- |
| 1         | 7    | Fred Kerley         | USA            | 9.96  | Q       |
| 2         | 6    | Andre De Grasse     | Canada         | 9.98  | Q       |
| 3         | 9    | Ferdinand Omurwa    | Kenya          | 10.00 | NR      |
| 4         | 4    | Gift Leotlela       | Sydafrika      | 10.03 |         |
| 5         | 8    | Jimmy Vicaut        | Frankrig       | 10.11 |         |
| 6         | 5    | Yohan Blake         | Jamaica        | 10.14 |         |
| 7         | 2    | Usheoritse Itsekiri | Nigeria        | 10.29 |         |
| —         | 3    | Reece Prescod       | Storbritannien | DQ    | TR 16.8 |

#### Semifinale 2
| Placering | Bane | Atlet             | Nation         | Tid            | Noter |
| --------- | ---- | ----------------- | -------------- | -------------- | ----- |
| 1         | 8    | Zharnel Hughes    | Storbritannien | 9.98           | Q, SB |
| 2         | 7    | Enoch Adegoke     | Nigeria        | 10.00 (9.995)  | Q     |
| 3         | 3    | Trayvon Bromell   | USA            | 10.00 (9.996)  |       |
| 4         | 4    | Oblique Seville   | Jamaica        | 10.09 (10.081) |       |
| 5         | 6    | Rohan Browning    | Australien     | 10.09 (10.083) |       |
| 6         | 9    | Shaun Maswanganyi | Sydafrika      | 10.10          |       |
| 7         | 2    | Filippo Tortu     | Italien        | 10.16          |       |
| 8         | 5    | Femi Ogunode      | Qatar          | 10.17          |       |

#### Semifinale 3
| Placering | Bane | Atlet                   | Nation               | Tid          | Noter |
| --------- | ---- | ----------------------- | -------------------- | ------------ | ----- |
| 1         | 4    | Su Bingtian             | Kina                 | 9.83 (9.827) | Q, AR |
| 2         | 6    | Ronnie Baker            | USA                  | 9.83 (9.829) | Q, PB |
| 3         | 5    | Marcell Jacobs          | Italien              | 9.84         | q, AR |
| 4         | 7    | Akani Simbine           | Sydafrika            | 9.90         | q     |
| 5         | 8    | Chijindu Ujah           | Storbritannien       | 10.11        |       |
| 6         | 2    | Jason Rogers            | Saint Kitts og Nevis | 10.12        |       |
| 7         | 9    | Arthur Cissé            | Elfenbenskysten      | 10.18        |       |
| 8         | 3    | Paulo André de Oliveira | Brasilien            | 10.31        |       |

### Finale
| Placering                        | Bane | Atlet           | Nation         | Tid             | Noter   |
| -------------------------------- | ---- | --------------- | -------------- | --------------- | ------- |
| 1                                | 3    | Marcell Jacobs  | Italien        | 9.80            | AR      |
| 2. plads, sølvmedaljemodtager(e) | 5    | Fred Kerley     | USA            | 9.84            | PB      |
| 3                                | 9    | Andre De Grasse | Canada         | 9.89            | PB      |
| 4                                | 2    | Akani Simbine   | Sydafrika      | 9.93            |         |
| 5                                | 7    | Ronnie Baker    | USA            | 9.95            |         |
| 6                                | 6    | Su Bingtian     | Kina           | 9.98            |         |
|                                  | 8    | Enoch Adegoke   | Nigeria        | Afsluttede ikke |         |
|                                  | 4    | Zharnel Hughes  | Storbritannien | DQ              | TR 16.8 |